# Elophos scalettaria
Elophos scalettaria là một loài bướm đêm trong họ Geometridae.